# سرخس عش الغراب
سَرْخَس عُشّ الغُرَاب (بالإنجليزية: crow's nest fern، الاسم العلمي: .Asplenium australasicum (J. Sm.) Hook) هي نوع نباتات من جنس الطُّحَال ومن الفصيلة الطُّحَالِيَّة ومن رتبة السرخسيات.